# ロバート・オッペンハイマー記念賞

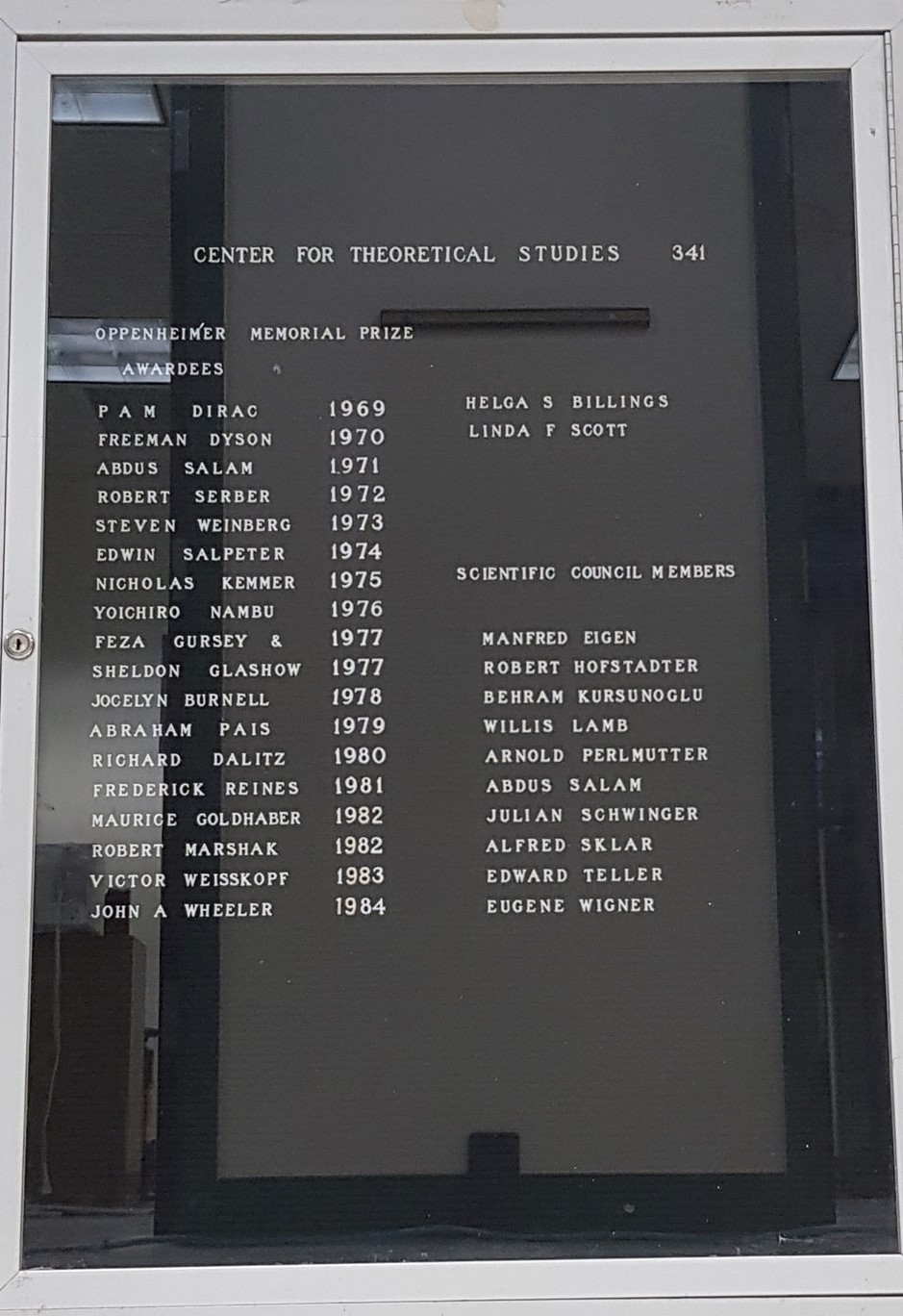
マイアミ大学物理学部にある受賞者の一覧

ロバート・オッペンハイマー記念賞(J. Robert Oppenheimer Memorial Prize)は、1969年から1984年まで、マイアミ大学理論研究センターにより授与されていた賞である。アメリカ合衆国の物理学者であるロバート・オッペンハイマーを記念して設立され、「過去10年間に理論自然科学への顕著な貢献」を行った受賞者には、メダル、賞状と1000ドルの賞金が贈られる。
ディラックによる受賞スピーチは、The Development of Quantum Theory (1971)として公表されている。

## 受賞者
- 1969年 - ポール・ディラック[1][3]
- 1970年 - フリーマン・ダイソン[1][4]
- 1971年 - アブドゥッサラーム[1][5]
- 1972年 - ロバート・サーバー[1][6]
- 1973年 - スティーヴン・ワインバーグ[1][7]
- 1974年 - エドウィン・サルピーター[1][8]
- 1975年 - ニコラス・ケンマー[1][9]
- 1976年 - 南部陽一郎[1][10]
- 1977年 - フェザ・ギュルセイとシェルドン・グラショー[1][11]
- 1978年 - ジョスリン・ベル・バーネル[1][12]
- 1979年 - アブラハム・パイス[1][13]
- 1980年 - リチャード・ダリッツ[1][14]
- 1981年 - フレデリック・ライネス[15]
- 1982年 - モーリス・ゴールドヘイバーとロバート・マーシャク[16]
- 1983年 - ヴィクター・ワイスコフ[17]
- 1984年 - ジョン・ホイーラー[18]